# Pseudostenophylax kostjuki
Pseudostenophylax kostjuki är en nattsländeart som beskrevs av Wolfram Mey 1994. Pseudostenophylax kostjuki ingår i släktet Pseudostenophylax och familjen husmasknattsländor. Inga underarter finns listade i Catalogue of Life.